# DN-skrapan

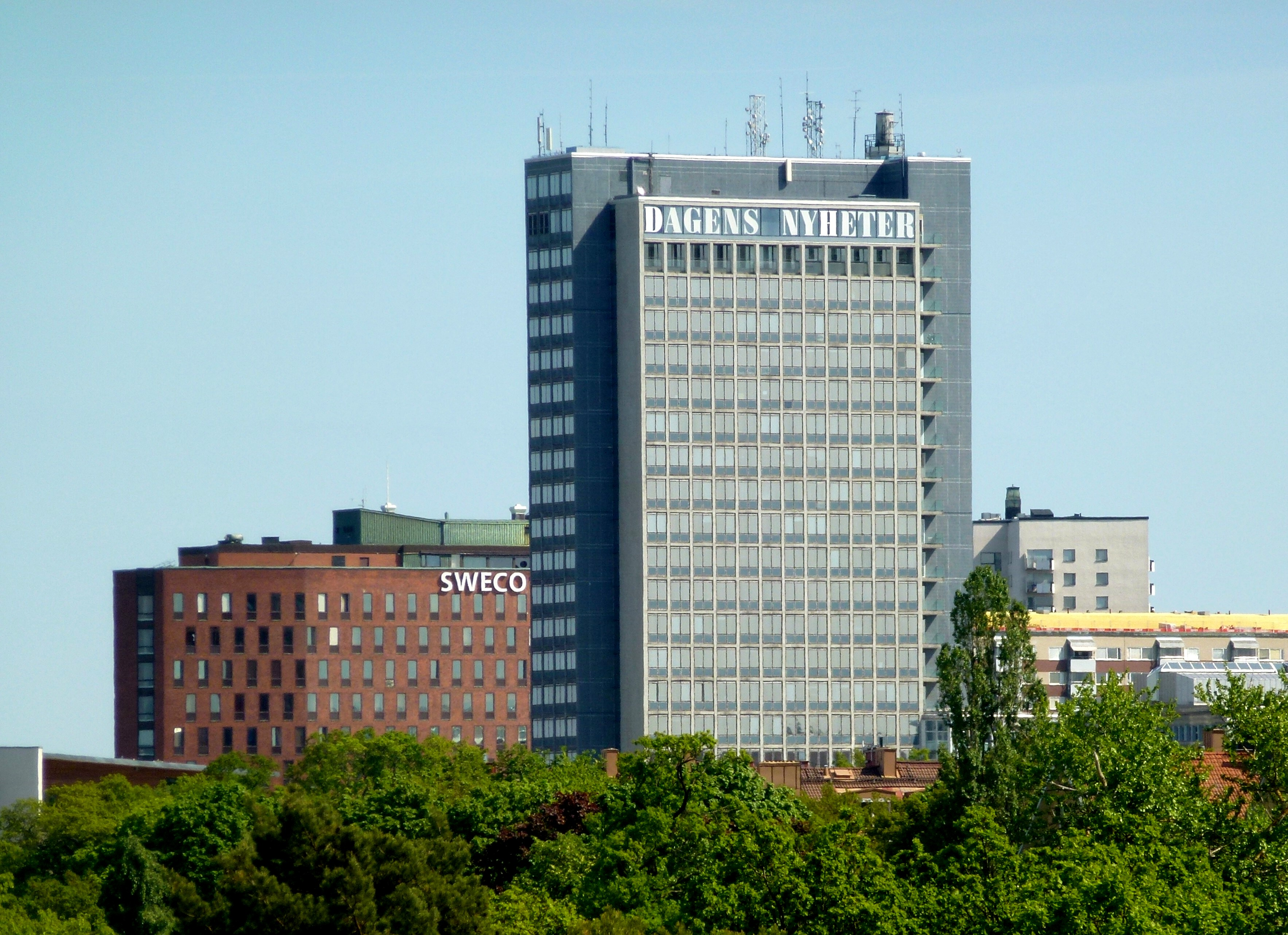
SvD-huset (till vänster) och DN-huset i maj 2012.

DN-skrapan är ett höghus i Stockholm. Huset fick sitt namn från tidningen Dagens Nyheter (DN), som hade sin redaktion här fram till 1990-talet. Byggnaden uppfördes åren 1960 till 1964 efter ritningar av arkitekt Paul Hedqvist. Gatuadressen är Rålambsvägen 17 i Marieberg på södra Kungsholmen. Intill DN-huset ligger SvD-huset (numera Sweco-huset) från samma tid. Båda byggnader är blåmärkta av Stockholms stadsmuseum vilket är den högsta klassen och innebär "att bebyggelsen bedöms ha synnerligen höga kulturhistoriska värden".

## Bakgrund
Dagens Nyheters gamla redaktionslokaler i Klarakvarteren hade blivit för trånga och otidsenliga, och tidningstryckning och distribution blev allt svårare därifrån. Vissa verksamheter, som Pressens Bild, låg inte heller i samma byggnad, vilket försvårade arbetet. Redan 1955 fick arkitekt Paul Hedqvist i uppdrag att rita nya lokaler i anslutning till de gamla i Klarakvarteren. Men därav utfördes inget eftersom området skulle genomgå en genomgripande förändring i samband med Norrmalmsregleringen. Dagens Nyheter och Svenska Dagbladet valde att flytta sina verksamheter till Marieberg på Kungsholmen. Beslutet var inte lätt eftersom tidningarna gav identitet åt Klarakvarteren.
Projekteringen för DN:s nya tidningshus påbörjades 1957 och den 2 maj 1960 togs det första spadtaget. Bygget blev klart på fyra år. I december 1963 befann man sig i uppbrottsstämning och en flagga med texten ”Farväl Klara” vajade över huset. Den 31 december 1963 inleddes flytten till den nya byggnaden i Marieberg. Med ett tiotal lastbilar och sex möbelbussar tömdes tidningshuset i Klara på 60 vändor. På nyårsdagen 1964 var flytten fullbordad. Efter flytten till Marieberg hamnade även Pressens Bild under samma tak som Dagens Nyheter och Expressen. Dagens Nyheters gamla redaktionsbyggnad i Klarakvarteren revs 1965.

## Stadsplan

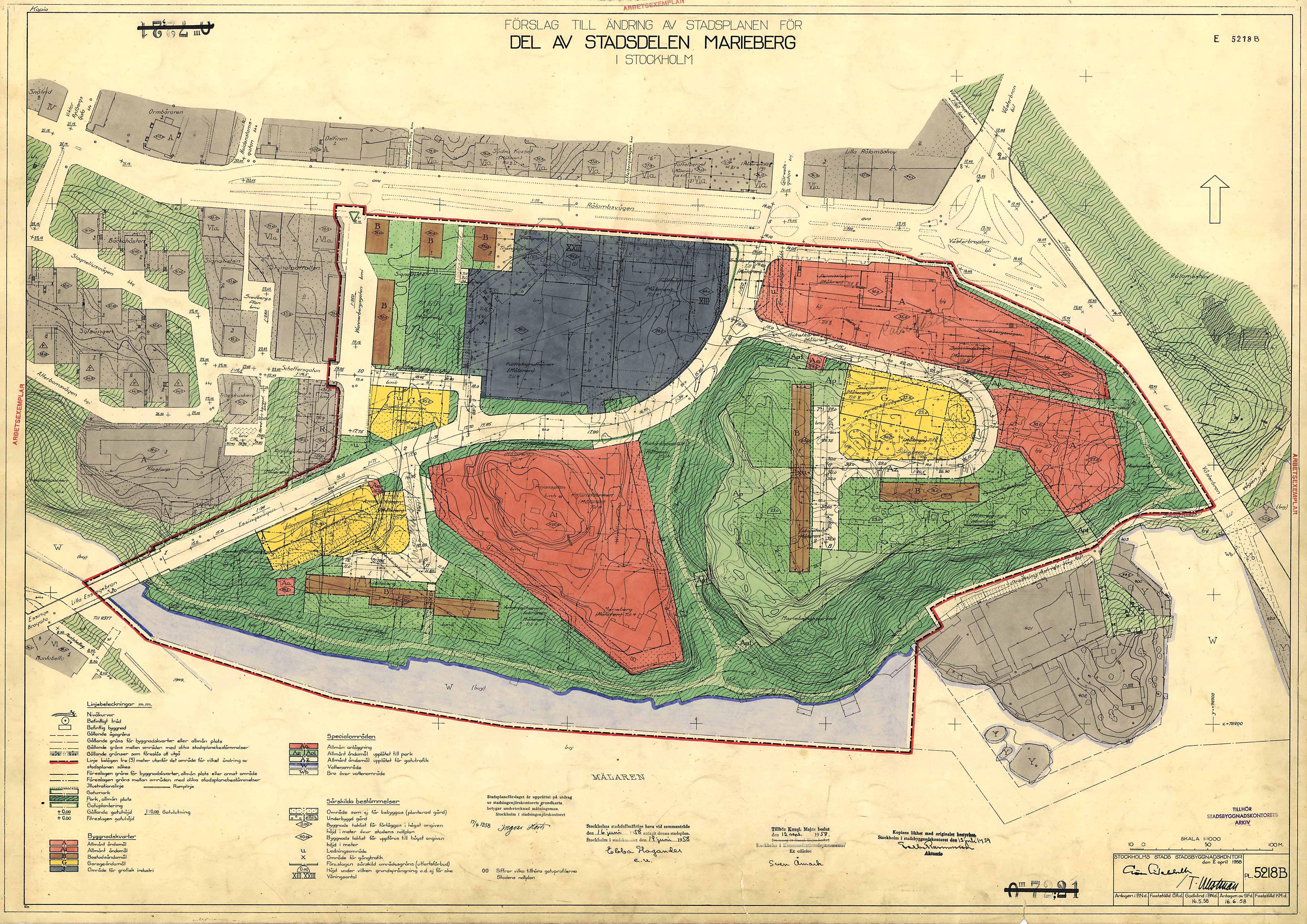
Stadsplanen för Marieberg från 1958.

Dagens bebyggelse i Marieberg uppstod i början av 1960-talet och går tillbaka till en stadsplan från 1958, signerad Göran Sidenbladh. Planen för området upprättades ursprungligen av arkitekt Åke Ahlström och avsåg en samspelad bebyggelse av olika höga hus med olika funktion och olika proportioner. I norra delen inrättades ett industriområde för grafisk industri, avsett för tidningarna Dagens Nyheters och Svenska Dagbladets tryckerier, distributionscentraler och redaktioner. 
Dagens Nyheter skulle uppta den större västra delen av kvarteret med bland annat ett höghus på 23 våningar och korsformad plan medan Svenska Dagbladets SvD-huset fick disponera den östra delen med ett 13-våningshus med spolformad plan orienterad i riktning nord-syd.
Söder och väster om Dagens Nyheters och Svenska Dagbladets nya byggnader fortsatte stadsplanen med en tomt för en utländsk ambassad (Rysslands ambassad i Stockholm), en tomt för Riksarkivets huvudbyggnad och kvarter för två höga bostadshus (Erlanderhuset och det så kallade Bacon-Hill). Sist på plats var DN-skrapan. Bebyggelsegruppen är långt synlig över stora delar av Stockholm och har blivit en del av dess stadslandskap.

## Arkitektur

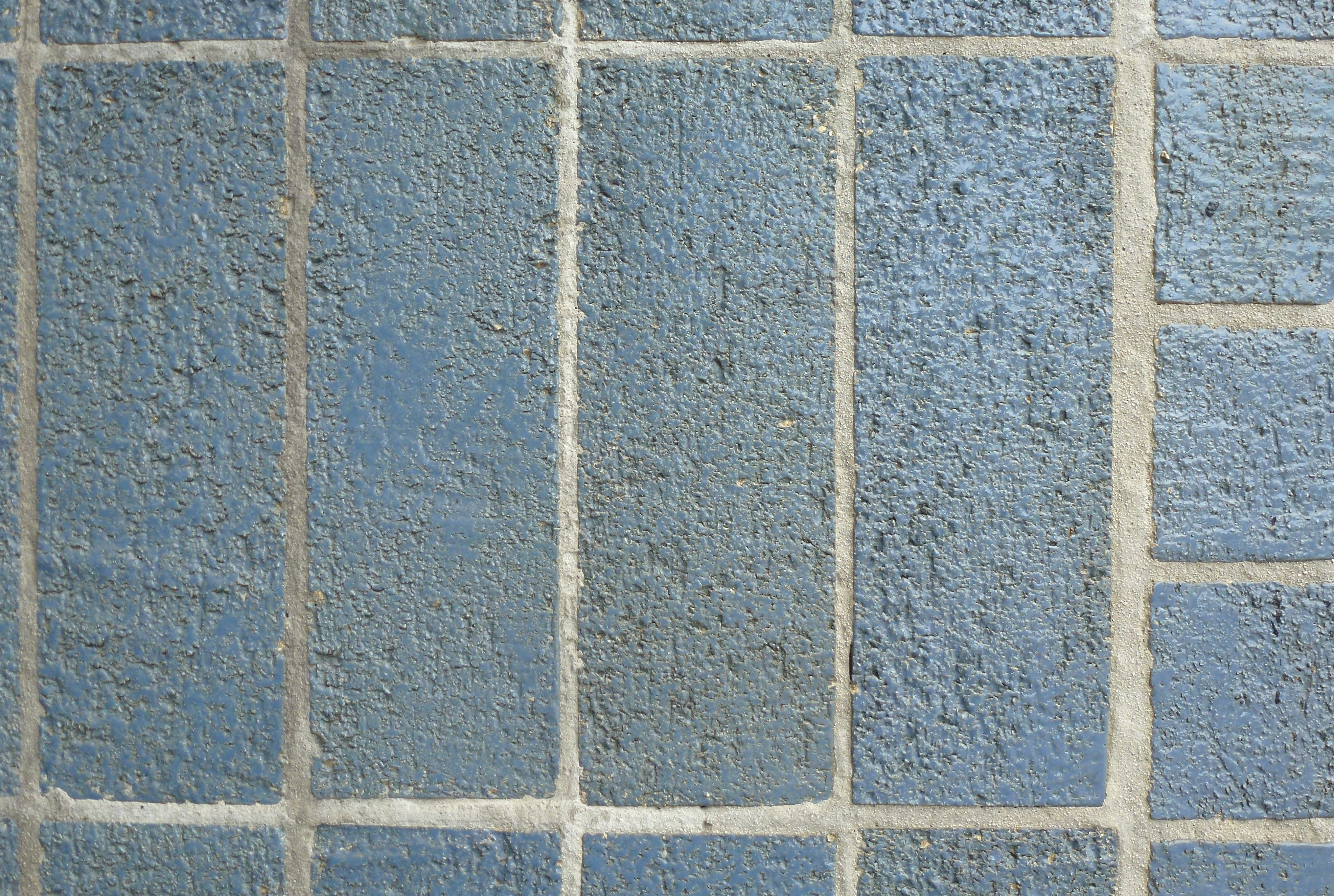
Fasaddetalj, keramikplattor.

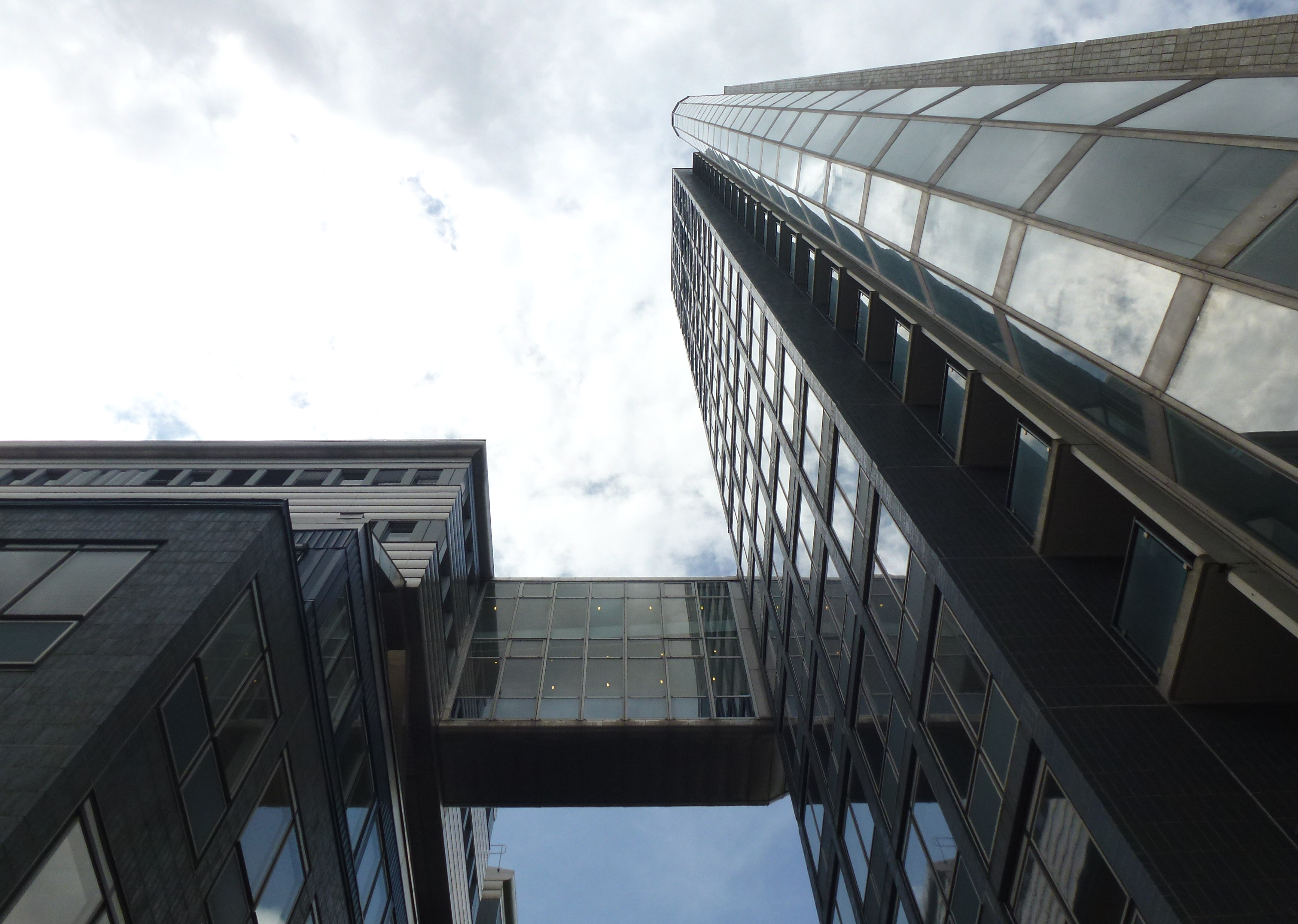
Husets karakteristiska spiraltrappa.

Byggnaden uppfördes under åren 1960 till 1964 efter ritningar av arkitekt Paul Hedqvist. Huset invigdes den 24 september 1964, men då var delar av verksamheten redan inflyttad. DN-husets högdel har 26 våningar, är 84 meter högt och ligger 95 m ö. h. Det var Sveriges högsta höghus i 38 år. Lågdelen hade från början tre våningar och byggdes på senare. Högdelen och lågdelen har olika entréer, men är invändigt förbundna med inglasade gångbryggor.
DN-skrapan utmärker sig genom regelbunden fasadstruktur som är indelad i fack. Fasaderna är klädda med ljust gråblåa och vita keramikplattor. Mot sydost sätter ett utanpå liggande trapphus med utåt synlig och inglasad spiraltrappa en accent på DN-skrapan som vissa finner intressant, ett arkitektoniskt stilgrepp som funktionalisten Paul Hedqvist även använde på andra av sina verk, till exempel på före detta Polhemsgymnasiet i Stockholm. Inuti spiraltrappan döljer sig husets pannskorsten. I entréhallen till höghusdelen finns stengodsväggen "Dag och natt" skapad 1967 av Lennart Rodhe. På gården av DN-huset finns fontänskulpturen Nova av konstnären Arne Jones från 1965.
Den rörliga reklamtexten högst uppe på taket, som visar omväxlande "Dagens Nyheter" respektive "Expressen", syns långt över Stockholm. På kvällen och natten ger belysta fönsterband ett inslag i Stockholms stadslandskap vilket av vissa kan uppfattas som intressant.
Även tidningen Expressen har haft lokaler i DN-skrapan, men båda tidningarnas redaktionslokaler ligger numera i lågdelen, där tidigare tidningarnas tryckeri och distribution höll till. Denna ombyggnad genomfördes 1994-1996 efter ritningar av Tengbom arkitekter och Thelaus arkitekter. Höghusdelen innehåller numera kontor som hyrs ut till olika företag.
Öster om DN-skrapan uppfördes Svenska Dagbladets röda, låga tegelbyggnad, SvD-huset, ritad av Anders Tengbom 1962. Tillsammans bildar de en önskad kombination av "högt och lågt" samt "lätt och tungt". 

Detaljer
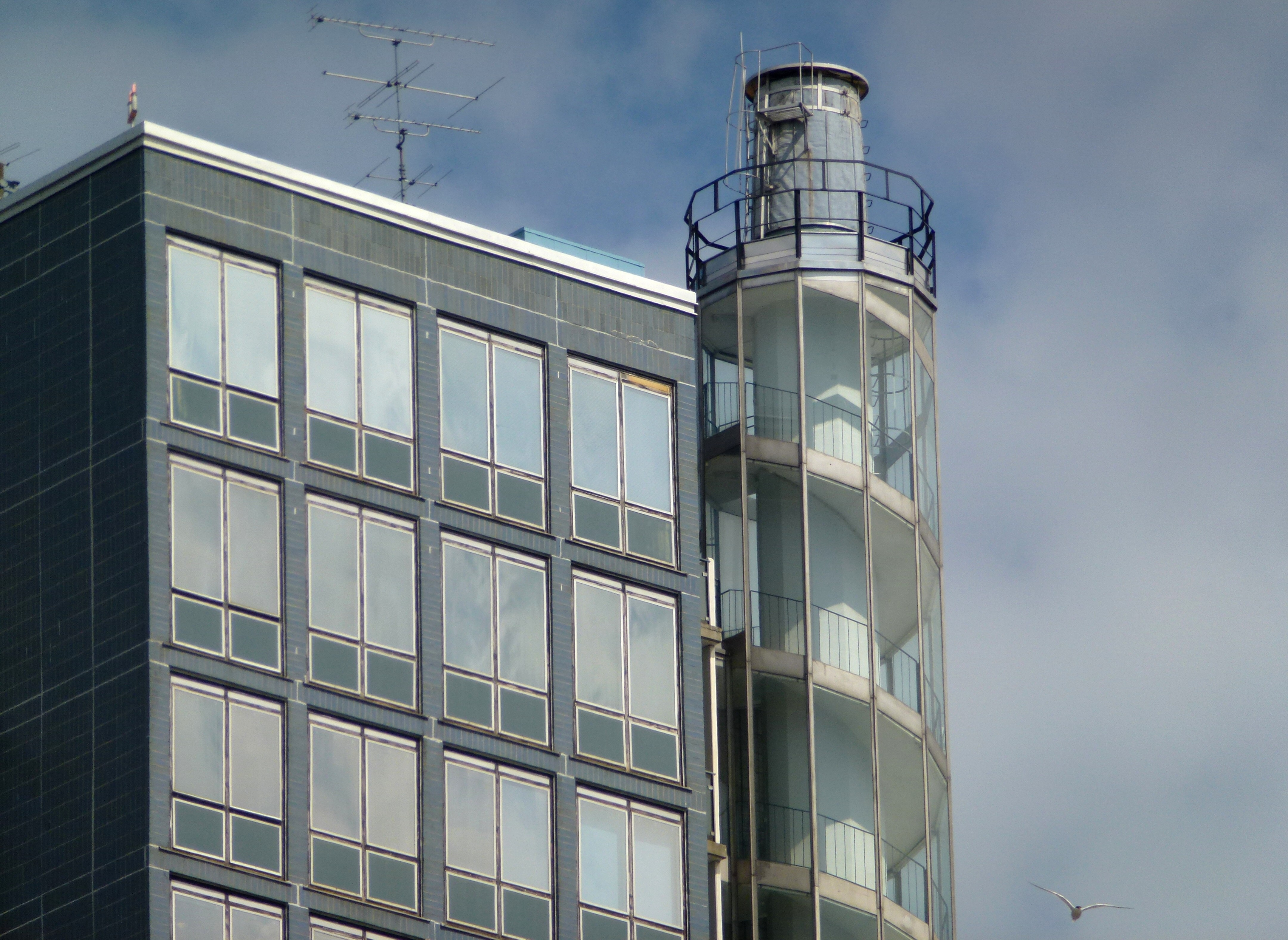
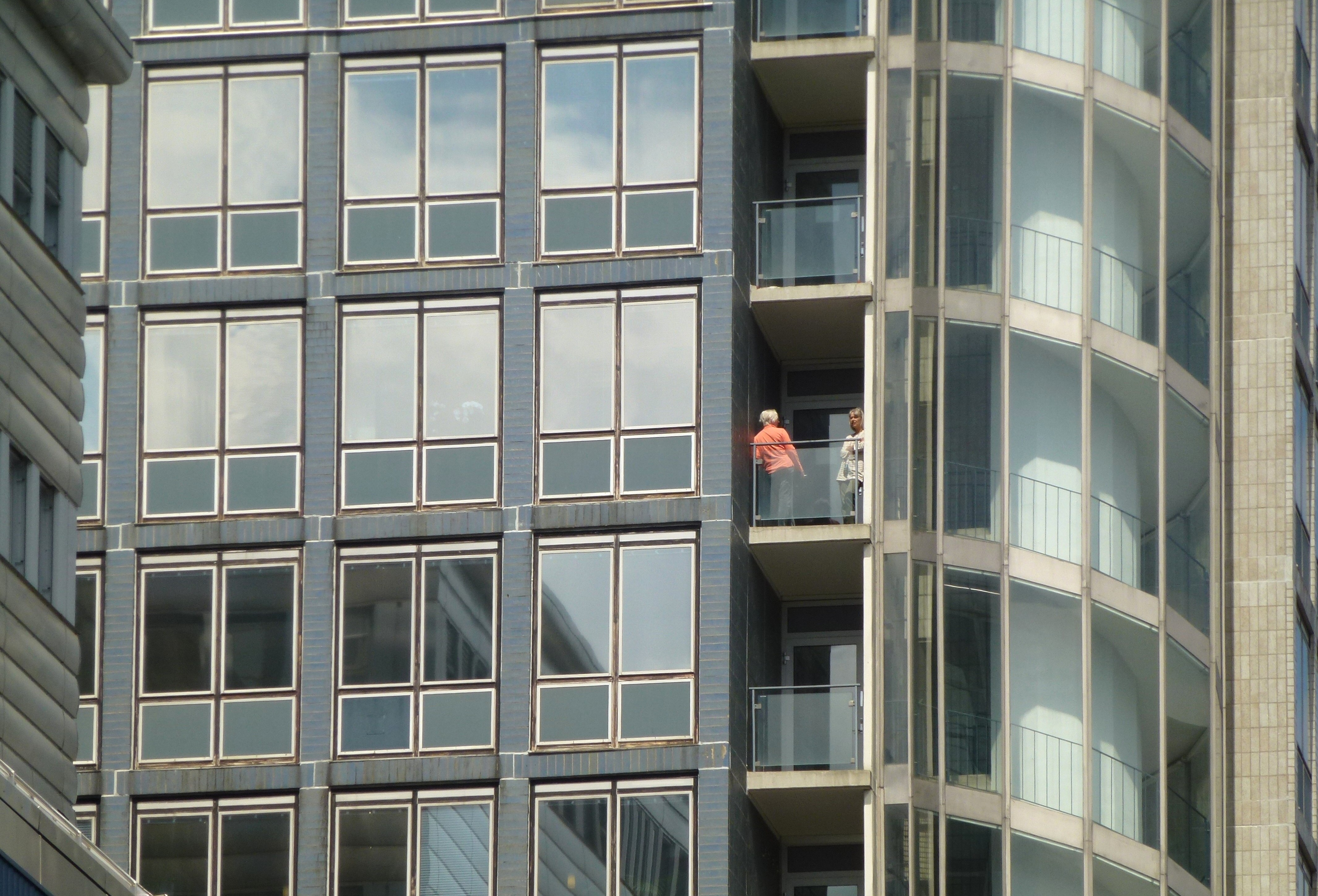
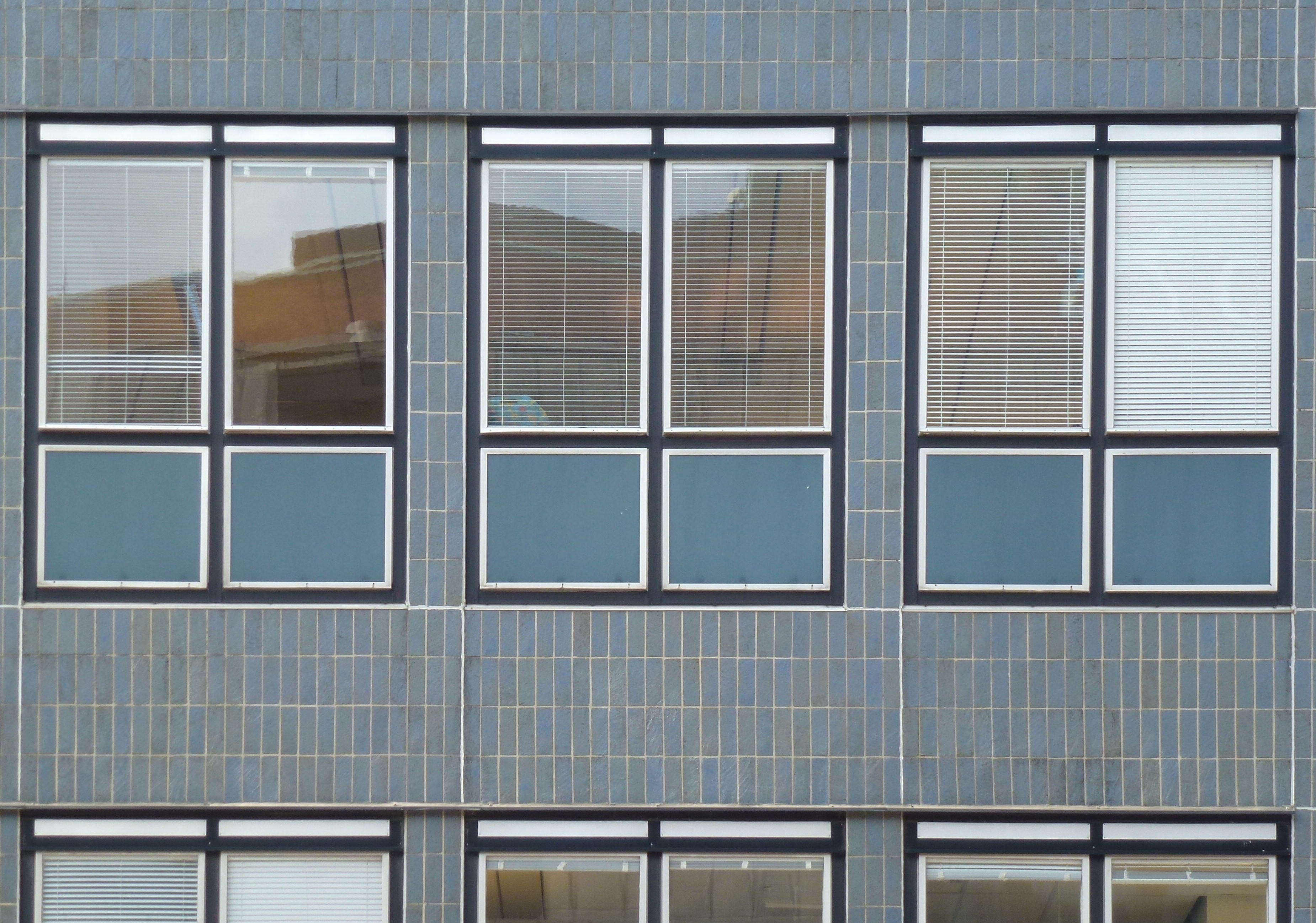
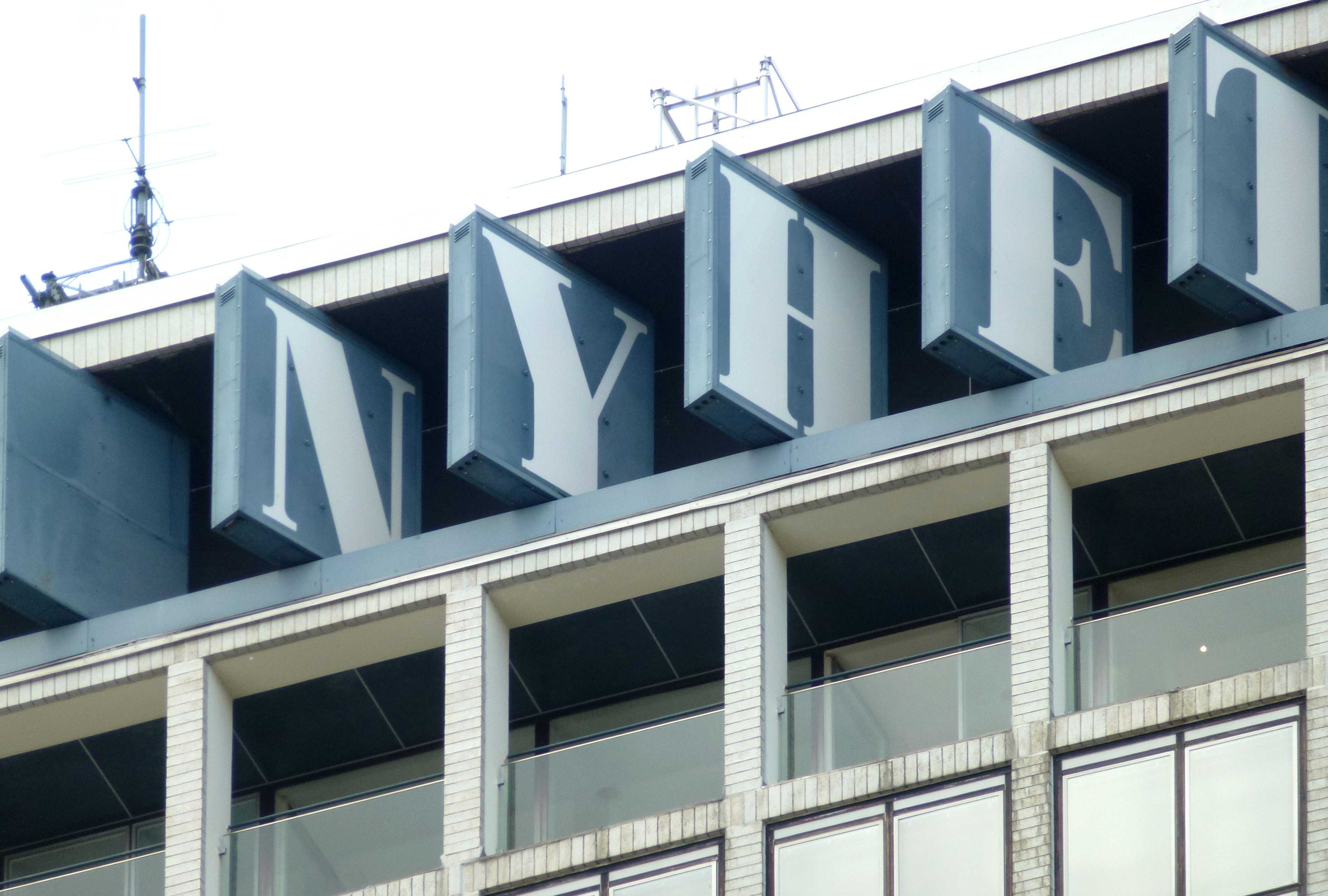

Interiör
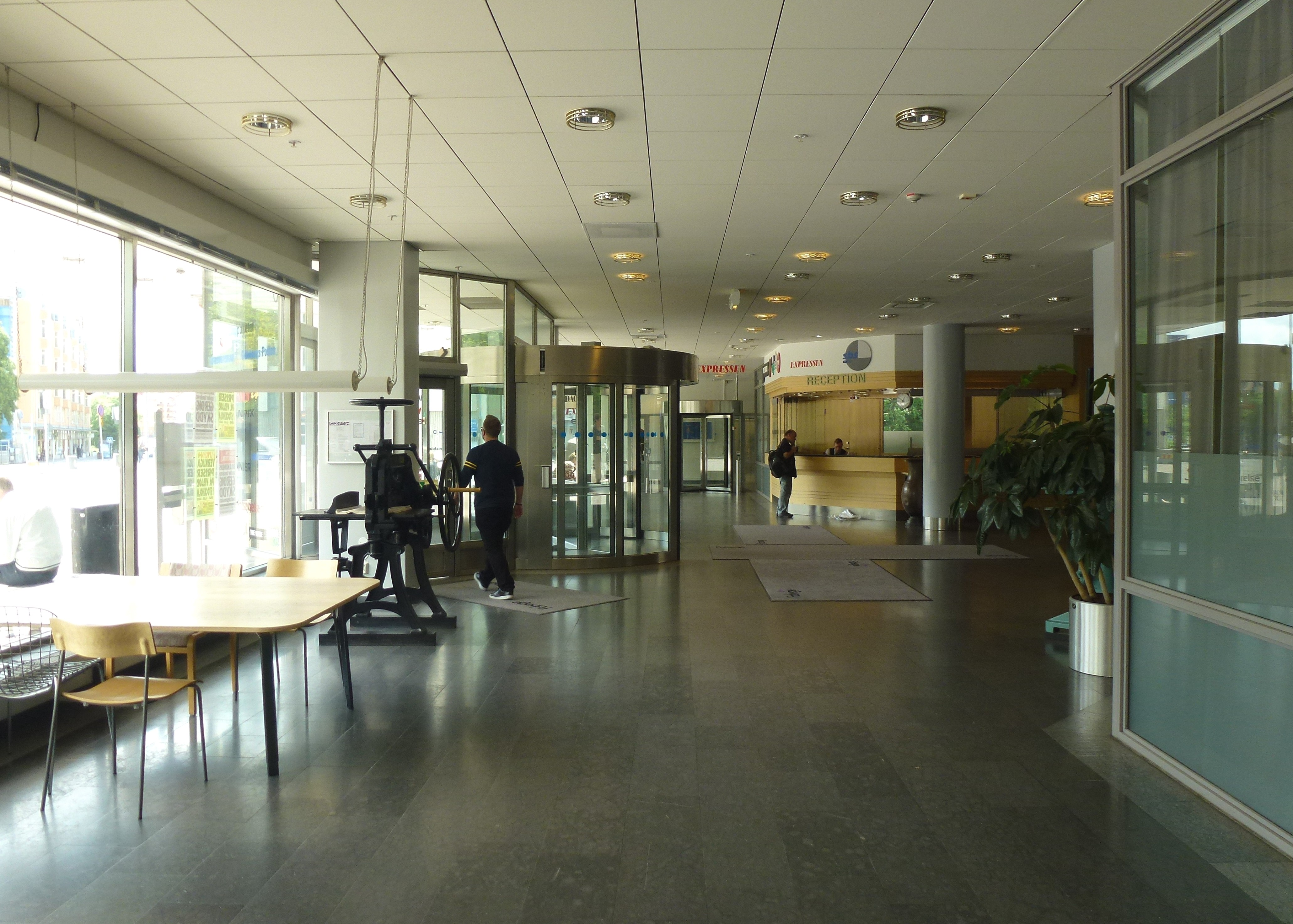
Entréhall, lågdelen
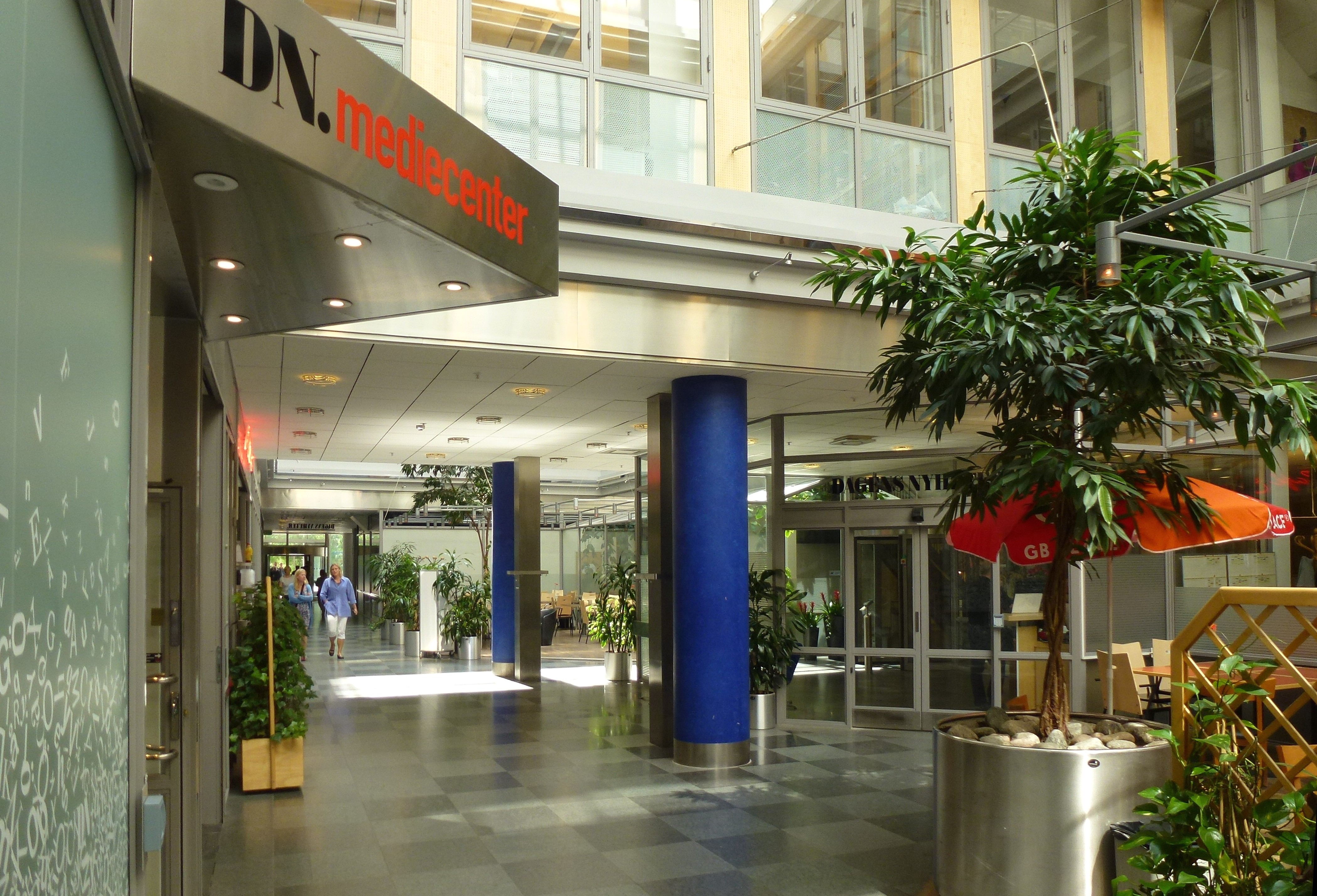
DN Mediecenter
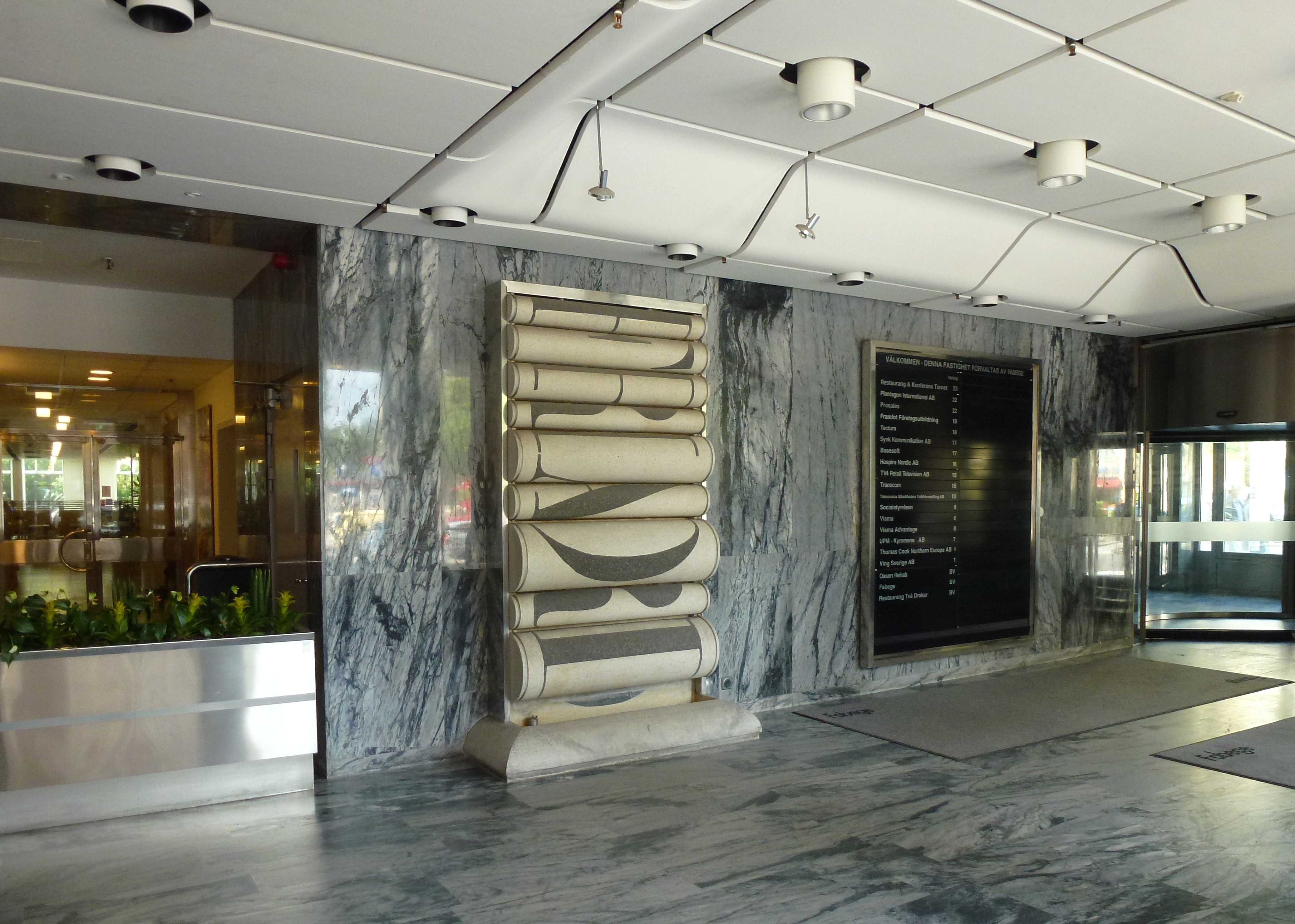
Entréhall högdelen
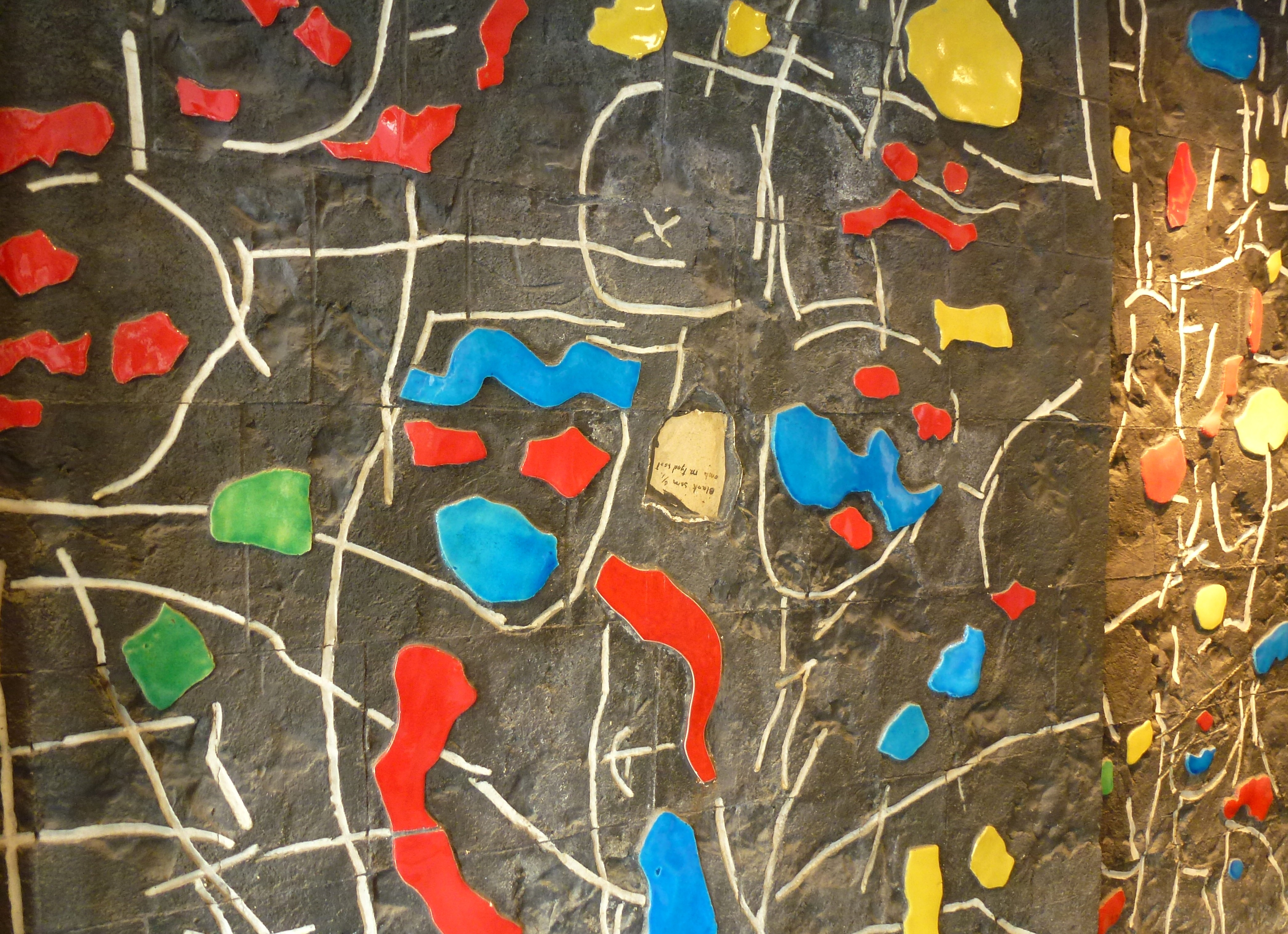
Lennart Rodhe "Dag och natt"

Förr och nu
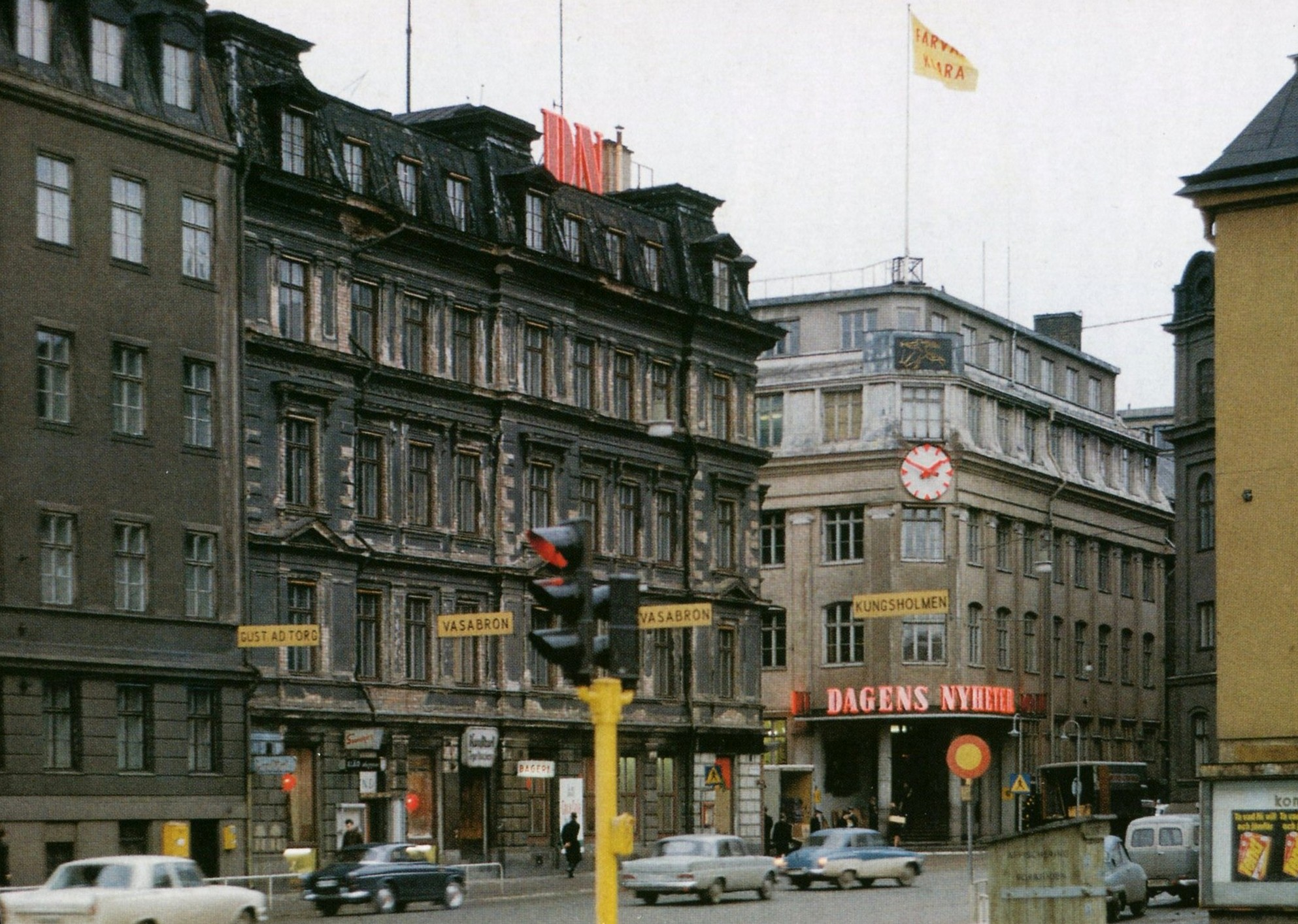
DN:s gamla tidningshus i Klarakvarteren 1964.
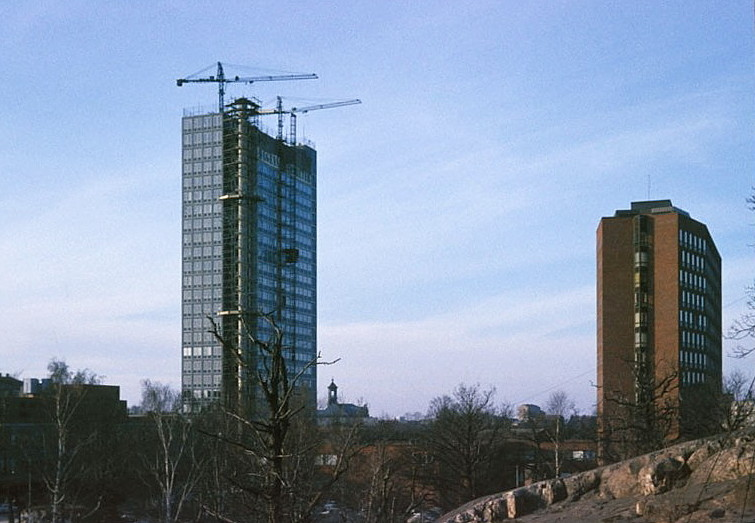
Dagens Nyheters hus under byggnad 1964. Till höger syns SvD-huset.
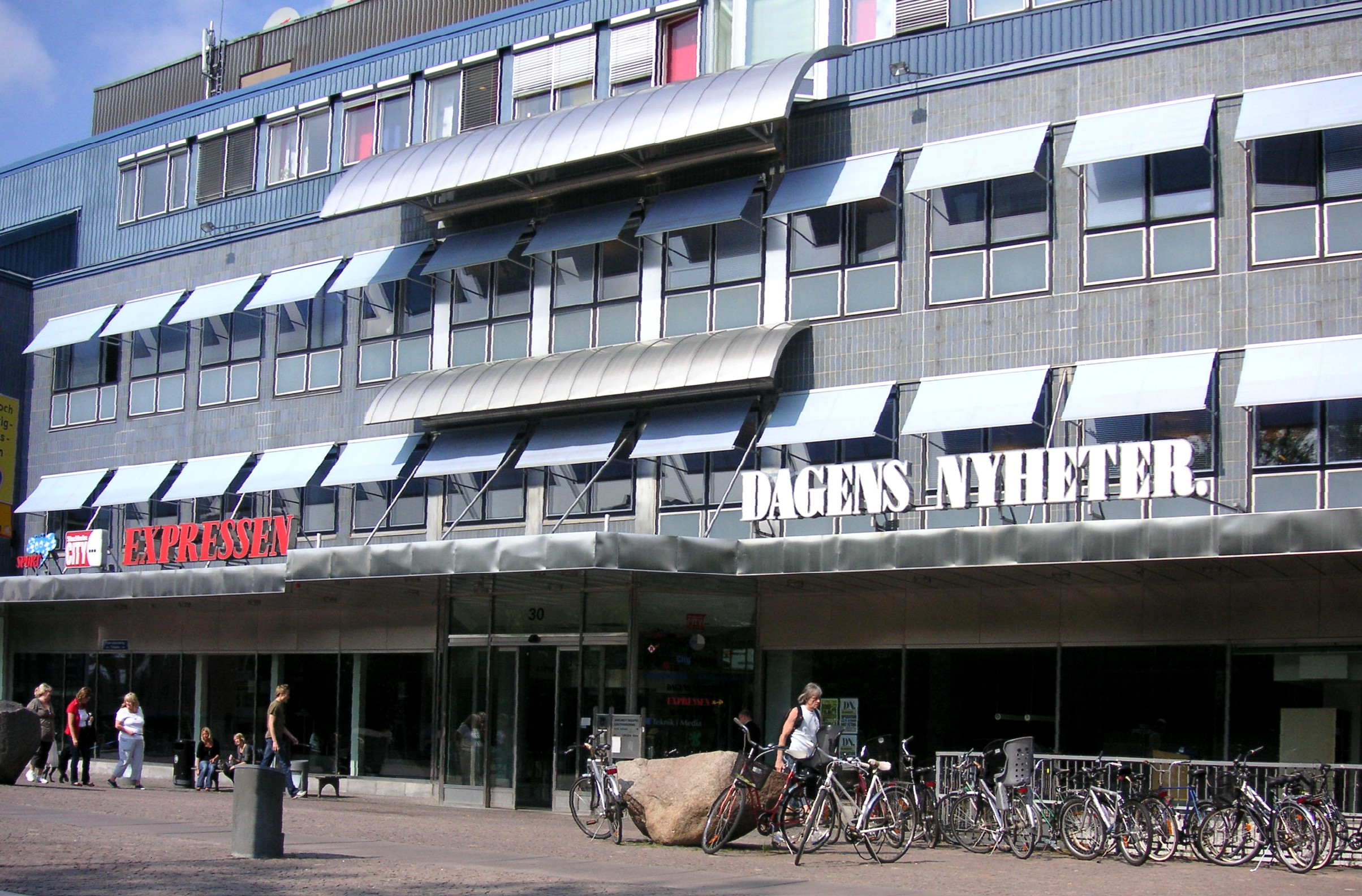
Huvudentrén via lågdelen, augusti 2007.
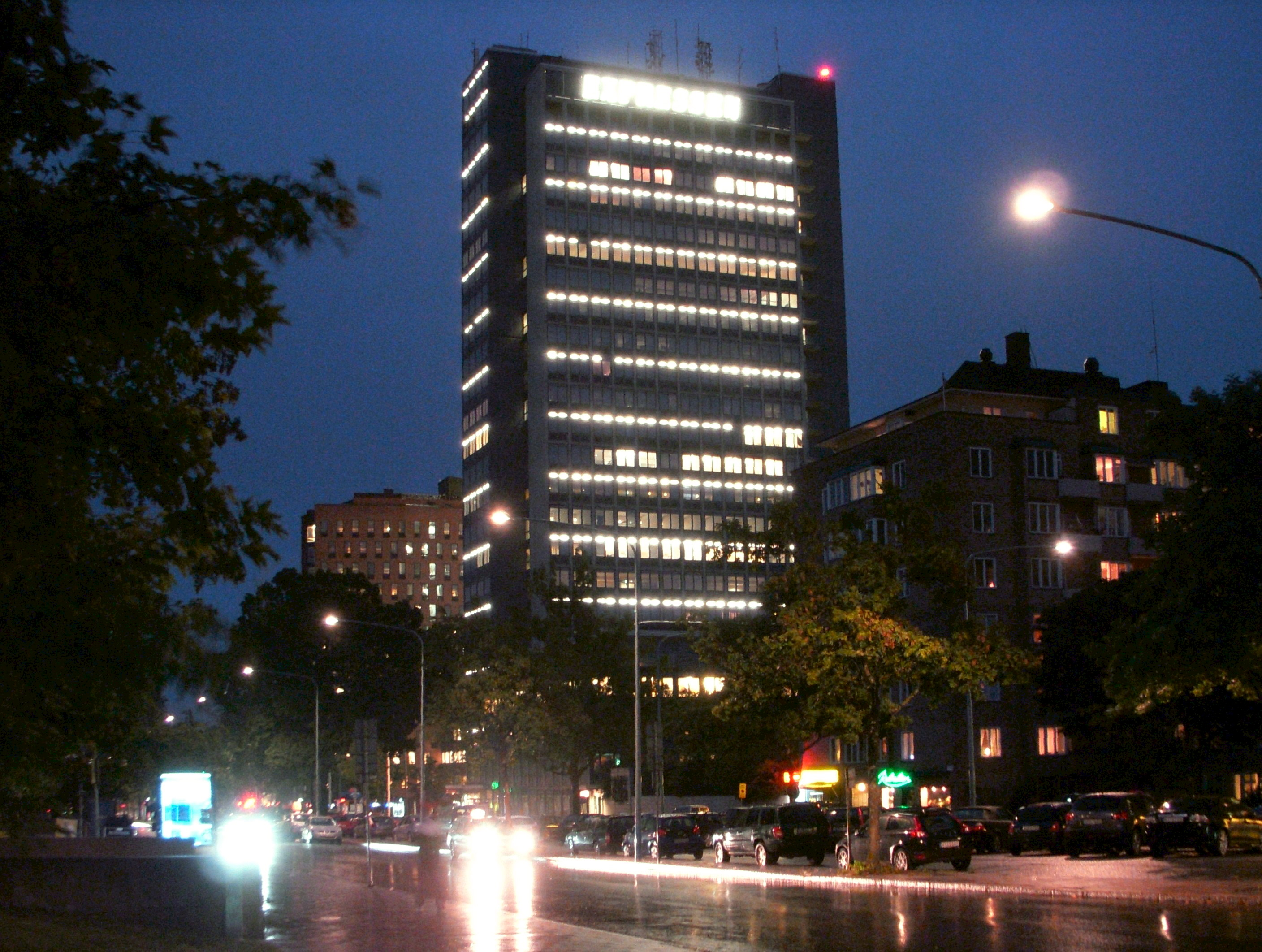
DN-huset på kvällen, augusti 2009.